# Среднощно преследване
„Среднощно преследване“ (на английски: Run All Night) е американски екшън трилър от 2015 г. на режисьора Жауме Колет-Сера по сценарий на Брад Ингелсби, с участието на Лиъм Нийсън, Джоел Кинаман, Комън и Ед Харис. Премиерата му в САЩ е на 13 март 2015 г. и получава смесени отзиви от критиката с печалба от 71,6 млн. щатски долара в световен мащаб.